# Большое Замошье (Ленинградская область)
Большое Замошье — деревня в Толмачёвском городском поселении Лужского района Ленинградской области.

## История
Впервые упоминается в Писцовой книге Водской пятины 1500 года, как деревня Замошье в Никольском Бутковском погосте Новгородского уезда.
Деревня Замошье обозначена на карте Санкт-Петербургской губернии 1792 года, А. М. Вильбрехта.
Как деревня Большое Замошье она упоминается на карте Санкт-Петербургской губернии Ф. Ф. Шуберта 1834 года.

ЗАМОШЬЕ БОЛЬШОЕ — деревня принадлежит дочери генерал-майора, девице Екатерине Нееловой, число жителей по ревизии: 34 м. п., 37 ж. п.;

и девицам, дочерям коллежского асессора, Анне и Розе Бан, число жителей по ревизии: 3 м. п., 4 ж. п. (1838 год)

Деревня Большое Замошье отмечена на карте профессора С. С. Куторги 1852 года.

ЗАМОШЬЕ БОЛЬШОЕ — деревня госпожи Нееловой, по просёлочной дороге, число дворов — 12, число душ — 38 м. п. (1856 год)

ЗАМОШЬЕ — деревня владельческая при колодцах, число дворов — 11, число жителей: 32 м. п., 30 ж. п. (1862 год)

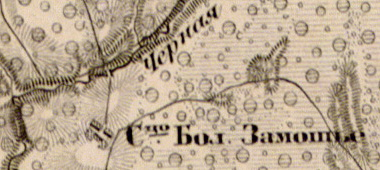
Деревня Большое Замошье на карте 1863 года

Согласно карте из «Исторического атласа Санкт-Петербургской Губернии» 1863 года Большое Замошье было сельцом.
Сборник Центрального статистического комитета описывал её так:

ЗАМОШИ БОЛЬШИЕ — деревня бывшая владельческая при речке Чёрной, дворов — 6, жителей — 48; часовня, лавка. (1885 год)

В 1884—1886 годах временнообязанные крестьяне деревни выкупили свои земельные наделы у Я. А., С. П., К. А., Е. А. и Е. А. Нееловых и стали собственниками земли.
В XIX — начале XX века деревня административно относилась к Перечицкой волости 1-го земского участка 1-го стана Лужского уезда Санкт-Петербургской губернии.
По данным «Памятной книжки Санкт-Петербургской губернии» за 1905 год деревня входила в Перечицкое сельское общество.
С 1917 по 1923 год деревня Замошье Большое находилась в составе Перечицкой волости.
С 1923 по 1928 год — в составе Замошского сельсовета.
С 1928 года — в составе Перечицкого сельсовета.
По данным 1933 года деревня Большое Замошье входила в состав Перечицкого сельсовета Лужского района.
Деревня была освобождена от немецко-фашистских оккупантов 9 февраля 1944 года.
В 1958 году население деревни составляло 102 человека.
По данным 1966 года деревня Большое Замошье также входила в состав Перчицкого сельсовета.
По данным 1973 и 1990 годов деревня Большое Замошье входила в состав Каменского сельсовета.
В 1997 году в деревне Большое Замошье Каменской волости проживали 13 человек, в 2002 году — 26 человек (русские — 88 %).
В 2007 году в деревне Большое Замошье Толмачёвского ГП проживали 4 человека.

## География
Деревня расположена в восточной части района к востоку от автодороги Р23 «Псков» (E 95, Санкт-Петербург — граница с Белоруссией) и к северу от автодороги 41К-249 (Жельцы — Торковичи).
Расстояние до административного центра поселения — 16 км.
Расстояние до ближайшей железнодорожной станции Толмачёво — 19 км.
Деревня находится близ левого берега реки Чёрной.

## Демография
| 1838 | 1862 | 1885 | 1958 | 1997 | 2007 | 2010 |
| ---- | ---- | ---- | ---- | ---- | ---- | ---- |
| 78   | ↘62  | ↘48  | ↗102 | ↘13  | ↘4   | ↗12  |
| 2017 |      |      |      |      |      |      |
| ↘5   |      |      |      |      |      |      |

## Известные уроженцы
- Николай Петрович Морозов (1916—1981) — футболист, Заслуженный мастер спорта СССР (1946), Заслуженный тренер СССР (1967)

## Улицы
Парковая, Центральная.